# Adivina quién soy
Adivina quién soy es un telefilme español dirigido por Enrique Urbizu incluido en "Películas para no dormir".

## Sinopsis
Ángela es una enfermera que apenas tiene tiempo para cuidar a su hija pequeña, Estrella. La niña vive inmersa en un mundo de fantasía, hablando con todo tipo de monstruos y vampiros; sin embargo, ciertos hechos de naturaleza muy extraña hacen que la madre empiece a temer que no todo sea producto de la imaginación de su hija.

## Reparto
- Goya Toledo: Ángela Espinosa
- Nerea Inchausti: Estrella Galán Espinosa
- José María Pou: Hombre gordo
- Eduard Farelo: Vampiro
- Aitor Mazo: Bubba
- Mark Ullod: Profesor

- Datos: Q300537